# Bold Ruler
Bold Ruler (* 6. April 1954; † 12. Juni 1971) war ein brauner Vollbluthengst. Er belegt den 19. Platz auf der Liste der 100 besten amerikanischen Rennpferde des 20. Jahrhunderts vom Blood-Horse Magazine.

## Abstammung
Er wurde 1954 auf der Claiborne Farm in der Nähe von Paris, Kentucky geboren. Gezüchtet wurde er vom Wheatley Stable, dem Rennstall von Gladys Mills Phipps und ihrem Bruder Ogden L. Bold Rulers Vater war der Hengst Nasrullah, seine Mutter die Stute Miss Disco. 

## Rennlaufbahn
Bold Rulers Trainer war Jim Fitzsimmons und geritten wurde er hauptsächlich vom Jockey Eddie Arcaro. In seiner Laufbahn war Bold Ruler bei 33 Starts 23 Mal siegreich und erzielte dabei eine Gewinnsumme von damals unvorstellbaren 764.204 Dollar. 1957, nachdem er so wichtige Rennen wie etwa das Flamingo Stakes mit neuem Streckenrekord und die berühmten Preakness Stakes gewonnen hatte, wurde Bold Ruler zum Pferd des Jahres in den USA erkoren und erhielt zudem die Titel "Champion der 3-Jährigen" und "Champion der Sprinter".
In einer kurzen Saison als Vierjähriger konnte er noch das Stymie-, Carter- und Toboggan-Handicap gewinnen.

## Zuchtlaufbahn
Bold Ruler wurde als Zuchthengst auf der Claiborne Farm eingesetzt und zeugte insgesamt 11 Champions, darunter die Mitglieder in der US Racing Hall of Fame, Garnely und den legendären Secretariat. Zwischen 1963 und 1969 war Bold Ruler ununterbrochen der führende Zuchthengst (Leading Sire) der USA. 1973 wurde er noch einmal Leading Sire, konnte diesen Erfolg aber nicht mehr erleben. Im Juli 1971 starb er an Krebs und wurde zwei Jahre später in die American Racing Hall of Fame aufgenommen. 
Seit 1976 findet ihm zu Ehren jedes Jahr gegen Ende Oktober auf der Aquaeduct Rennbahn in Ozone Park, Queens, New York das Bold Ruler Handicap statt.